# Chenay-le-Châtel
Chenay-le-Châtel è un comune francese di 412 abitanti situato nel dipartimento della Saona e Loira nella regione della Borgogna-Franca Contea.

## Società

### Evoluzione demografica
Abitanti censiti